# Психоаналитик (фильм)
«Психоаналитик» (англ. Shrink) — американский драматический кинофильм режиссёра Джонаса Пэйта, вышедший в 2009 году.

## Сюжет
Известный психоаналитик и автор бестселлера на тему «как стать счастливым» Генри Картер (Кевин Спейси) после самоубийства жены потерял интерес к жизни и работе. Его интересует только травка, которую он покупает у Хесуса (Джесси Племонс). Среди клиентов Генри сплошь «звезды» шоу-бизнеса: актёр-алкоголик Джек Холден (Робин Уильямс), стареющая актриса Кейт Эмберсон (Саффрон Берроуз) и её муж-музыкант, параноидальный киноагент Патрик (Даллас Робертс). Время течёт медленно, и только травка помогает приглушить боль. Однако всё меняется, когда отец Генри (Роберт Лоджа) отправляет к нему свою клиентку — школьницу Джемму (Кеке Палмер), пережившую похожую трагедию.

## В ролях
| Актёр           | Роль                |
| --------------- | ------------------- |
| Кевин Спейси    | доктор Генри Картер |
| Марк Уэббер     | Джереми             |
| Кеке Палмер     | Джемма              |
| Саффрон Берроуз | Кейт Эмберсон       |
| Джек Хьюстон    | Шамус               |
| Пелл Джеймс     | Дэйзи               |
| Лаура Рэмси     | Кира                |
| Даллас Робертс  | Патрик              |
| Роберт Лоджа    | Роберт Картер       |
| Джесси Племонс  | Хесус               |
| Сьерра Макклейн | Карина              |
| Эшли Грин       | Мисси               |
| Лаура Рэмси     | Кира                |
| Робин Уильямс   | Джек Холден         |
| Мей Меланкон    | Мию                 |

## Критика
Фильм получил низкие оценки кинокритиков. На сайте Rotten Tomatoes у фильма 27 % положительных отзывов на основе 64 рецензий, на Metacritic — 40 баллов из 100 на основе 21 рецензии.

## Награды и номинации
| Год  | Награда                               | Категория           | Номинант     | Результат |
| ---- | ------------------------------------- | ------------------- | ------------ | --------- |
| 2009 | Фестиваль американского кино в Довиле | Grand Special Prize | Джонас Пэйт  | Номинация |
| 2009 | Women Film Critics Circle Awards      | Лучший актёр        | Кевин Спейси | Номинация |